# São Francisco do Sul
São Francisco do Sul is een gemeente in de Braziliaanse deelstaat Santa Catarina. De gemeente telt 40.030 inwoners (schatting 2009).

## Aangrenzende gemeenten
De gemeente grenst aan Araquari, Balneário Barra do Sul, Garuva, Itapoá en Joinville.